# Nowy Stanin
Nowy Stanin [pronunciación en polaco: /ˈnɔvɨ ˈstanin/] es un pueblo ubicado en el distrito administrativo de Gmina Stanin, dentro del condado de Łuków, voivodato de Lublin, en el este de Polonia. Se encuentra a unos 4 kilómetros al suroeste de Stanin, a 17 kilómetros al suroeste de Łuków, y a 73 kilómetros al noroeste de la capital regional Lublin.